# 赤村
赤村（あかむら）は、福岡県の東部に位置する村。田川郡に属しており、筑豊を構成する自治体の一つでもある。

## 地理
福岡県の東部にして筑豊の東端部、筑豊と京築を分かつ内陸部の山地の中に位置し、福岡市から真東へ約40km、北九州市から真南へ約30km、行橋市から南西へ20kmの位置にある。村域内を平成筑豊鉄道田川線が通り、村の中央部でカーブする形で東から北西へ向かって貫いている。経済的に北九州都市圏に属し、5%通勤圏に属している。

### 隣接する市町村
- 田川郡香春町・大任町・添田町
- 京都郡みやこ町

## 歴史

### 近現代
- 1887年
  - 上赤村、下赤村及び山浦村が合併して、赤村が発足する。
  - 大内田村及び小内田村が合併して、内田村が発足する。
- 1889年4月1日 - 町村制の施行により、赤村及び内田村の区域をもって、赤村が発足する。
- 1945年8月7日 - 午前11時50分頃、6機からなるアメリカ軍機の編隊による空襲を受ける。40発以上の爆弾投下で死者5人、負傷者3人、家屋焼失4戸（二村武雄「米機の赤村爆撃」 田川郷土研究会『郷土田川』第23号 1964年）。

筑豊地域の中では唯一、町村制施行以降に市町村合併も町制施行もしたことの無い村である。昭和の大合併の際、大任村（現大任町）から合併を申し入れられたが拒み、香春町・勾金村・採銅所村（いずれも現在は香春町となっている）との1町3村での合併を目指したが、香春町が拒んだため合併には至らなかった。
平成筑豊鉄道田川線は1960年代までは筑豊炭田からの石炭の積み出しを担った。田川線は歴史的に重要な建造物を数多く残しており、京都郡みやこ町との境界に位置する第二石坂トンネルは九州最古の鉄道トンネルであり、煉瓦と石で造られた三連アーチ橋の内田三連橋梁は国の登録有形文化財に登録されている。

### 歴代村長
- 和田睦男（1989年7月28日-2009年7月27日）5期
- 春本武男（2009年7月28日-2017年7月27日）2期

## 行政

### 村長
- 道広幸（2期目）
- 任期：2025年7月27日

### 村議会
- 定数：10人
- 任期：2025年7月27日

### 警察
- 福岡県警察田川警察署
  - 赤駐在所

### 選挙区
- 衆議院議員総選挙の小選挙区は福岡県第11区。
- 福岡県議会の選挙区は田川郡選挙区に属す。

## 地域

### 人口
| |                                      |  |
| 赤村と全国の年齢別人口分布（2005年） | 赤村の年齢・男女別人口分布（2005年） |  |
| ■紫色 ― 赤村 ■緑色 ― 日本全国 | ■青色 ― 男性 ■赤色 ― 女性            |  |
| 赤村（に相当する地域）の人口の推移 \| 1970年（昭和45年） \| 3,779人 \| \| \| 1975年（昭和50年） \| 3,761人 \| \| \| 1980年（昭和55年） \| 3,853人 \| \| \| 1985年（昭和60年） \| 3,987人 \| \| \| 1990年（平成2年） \| 3,971人 \| \| \| 1995年（平成7年） \| 3,726人 \| \| \| 2000年（平成12年） \| 3,636人 \| \| \| 2005年（平成17年） \| 3,408人 \| \| \| 2010年（平成22年） \| 3,251人 \| \| \| 2015年（平成27年） \| 3,022人 \| \| \| 2020年（令和2年） \| 2,774人 \| \| |                                      |  |
| 総務省統計局 国勢調査より |                                      |  |
| 1970年（昭和45年） | 3,779人                              |  |
| 1975年（昭和50年） | 3,761人                              |  |
| 1980年（昭和55年） | 3,853人                              |  |
| 1985年（昭和60年） | 3,987人                              |  |
| 1990年（平成2年） | 3,971人                              |  |
| 1995年（平成7年） | 3,726人                              |  |
| 2000年（平成12年） | 3,636人                              |  |
| 2005年（平成17年） | 3,408人                              |  |
| 2010年（平成22年） | 3,251人                              |  |
| 2015年（平成27年） | 3,022人                              |  |
| 2020年（令和2年） | 2,774人                              |  |

### 小学校・中学校
- 赤村立赤小学校
  - 上赤分校
- 赤村立赤中学校

### 医療機関
- 塚原内科循環器科クリニック

### 地名
- 赤
  - 旭ガ丘、後山、浦田、浦山、瓜生、大伊良、大谷、大原、岡本、沖代、上赤、合田、下赤、地蔵の木、珠数丸、田峰、常光、鶴、道目木、中通り、滑、畑、平山、丸熊、見取、峯岡、柳場、山浦、山渋、油須原、湯ノ口、横通り、吉永
- 内田
  - 大内田、大坂、小内田、小柳、汐井谷、四郎丸、中村、伏原、本村、前ガ原、門前、山ノ内

## 産業
農業が中心。他の筑豊の自治体と異なり、炭鉱開発が行われず、石炭産業の盛衰の影響をあまり受けていない（過疎地域には指定されている）。

## 交通

### 空港
北九州空港が最寄りであり福岡空港も村に比較的近い位置にあるが、いずれの空港とも村との間を直結する交通機関はない。

### 鉄道
- 平成筑豊鉄道
  - 田川線

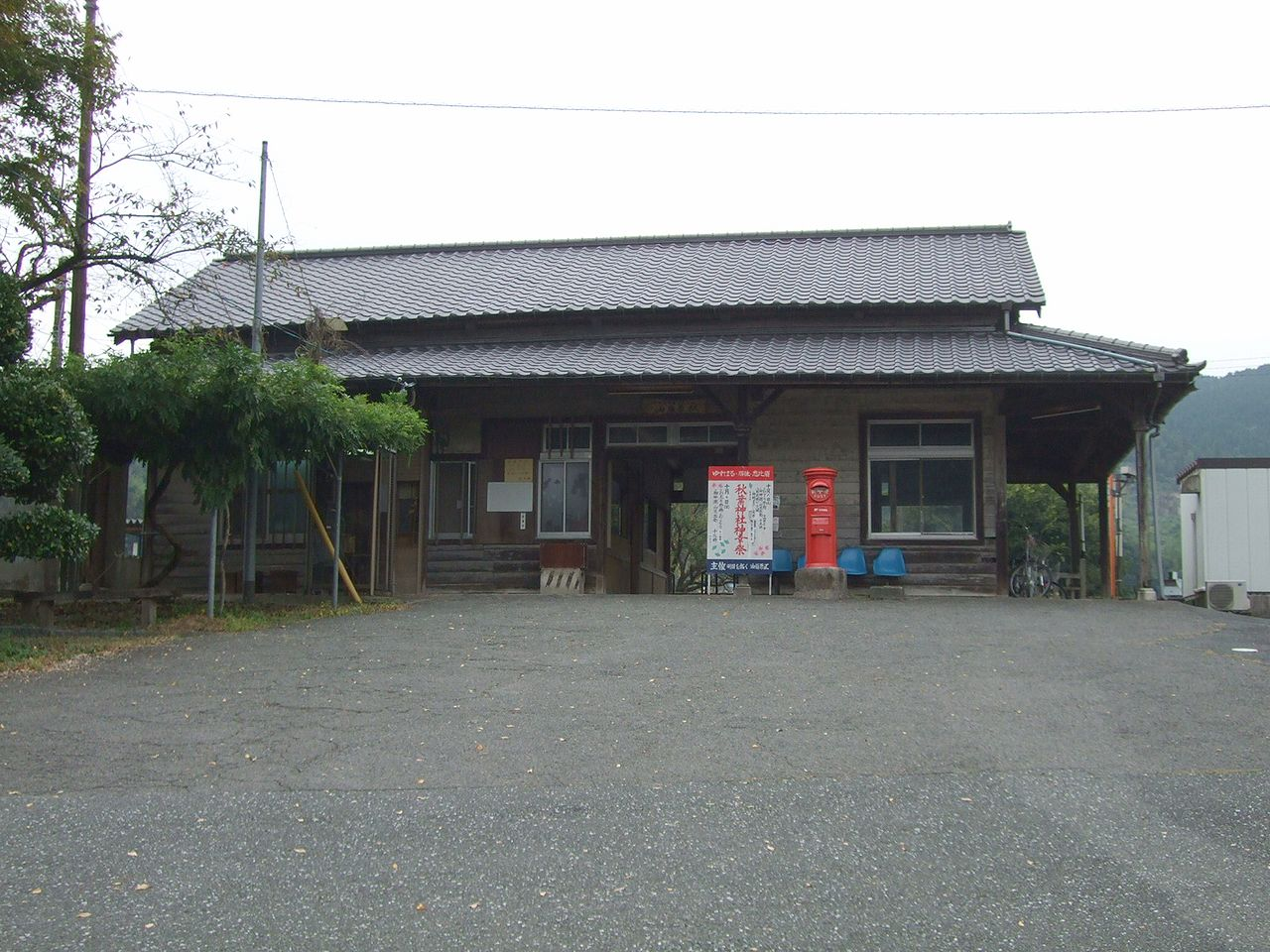
油須原駅

    - 源じいの森駅 - 油須原駅 - 赤駅 - 内田駅

中心駅は油須原駅（村役場最寄り駅は赤駅）。

#### 他都市などからの連絡
- 福岡市からの連絡：博多駅⇒福北ゆたか線⇒新飯塚駅⇒後藤寺線⇒田川後藤寺駅⇒日田彦山線⇒田川伊田駅⇒平成筑豊鉄道田川線⇒赤村
- 北九州市からの連絡：小倉駅⇒日田彦山線⇒田川伊田駅⇒平成筑豊鉄道田川線⇒赤村
- 行橋市からの連絡：行橋駅⇒平成筑豊鉄道田川線⇒赤村

### バス
村内に自由に利用できる路線バスは運行されていない（村内在住の高齢者専用の福祉バスおよびタクシー利用助成制度のみ）。
かつては西鉄バス（西日本鉄道→西鉄バス筑豊）の路線があったが、2003年4月1日に廃止された。

### 道路
村内に高速道路・一般国道は通っていない。
最寄り高速道路インターチェンジは東九州自動車道行橋IC。

#### 県道
- 福岡県道34号行橋添田線（主要地方道）
- 福岡県道418号英彦山香春線

## 名所・旧跡・観光スポット・祭事・催事
- 源じいの森（体験型自然学習施設)
- 源じいの森温泉
- 赤村トロッコ油須原線（未成に終わった国鉄油須原線の路盤を利用してトロッコ列車を運行している）
- 蛇巻岩
- DOYOU農？（田植え・稲刈りなどの農林業体験イベント）
- 琴弾の滝
- 大音の滝
- ハジカミ淵
- 戸城山（森林公園）
- 内田三連橋梁
- 石坂トンネル
- 大内田岩戸神楽
- 神幸祭（光明八幡神社神幸祭）
- 岩石山

## 赤村出身の有名人
- 仁支川峰子（歌手・女優）
- 原伸一（赤村議会議長、全国町村議会議長会会長、部落解放同盟福岡県連合会副委員長）